# Marcenat (Cantal)
Marcenat – miejscowość i gmina we Francji, w regionie Owernia-Rodan-Alpy, w departamencie Cantal.
Według danych na rok 1990 gminę zamieszkiwały 823 osoby, a gęstość zaludnienia wynosiła 16 osób/km² (wśród 1310 gmin Owernii Marcenat plasuje się na 273. miejscu pod względem liczby ludności, natomiast pod względem powierzchni na miejscu 28.).